# Zapasy na Letnich Igrzyskach Olimpijskich 1964 – kategoria ponad 97 kg w stylu wolnym
Zmagania mężczyzn ponad 97 kg to jedna z ośmiu męskich konkurencji w zapasach w stylu wolnym rozgrywanych podczas Letnich Igrzysk Olimpijskich 1964. Pojedynki w tej kategorii wagowej odbyły się w dniach 11 – 14 października.
Punktacja opierała się na systemie "złych punktów karnych". Zwycięzca otrzymywał zero punktów za wygraną przez "tusz" (łopatki), a jeden punkt za wygraną na punkty. Dwa punkty przyznawano zawodnikom za remis. Za porażkę na punkty zawodnik otrzymywał trzy punkty, a za przegraną na łopatki przyznawano 4 punkty karne. Uzyskanie sześciu lub więcej punktów eliminowało zapaśnika z turnieju. Najlepsza trójka walczyła w rundzie finałowej. 

## Klasyfikacja[1]
| Pozycja | Nazwisko            | Kraj              |
| ------- | ------------------- | ----------------- |
| 1       | Aleksandr Iwanicki  | ZSRR              |
| 2       | Lutwi Achmedow      | Bułgaria          |
| 3       | Hamit Kaplan        | Turcja            |
| 4       | Bohumil Kubát       | Czechosłowacja    |
| 5       | Denis McNamara      | Wielka Brytania   |
| 6       | Ștefan Stîngu       | Rumunia           |
| 7       | Wilfried Dietrich   | Niemcy            |
| 7       | Masa Saito          | Japonia           |
| 7       | Larry Kristoff      | Stany Zjednoczone |
| 10      | János Reznák        | Węgry             |
| 11      | Arne Robertsson     | Szwecja           |
| 12      | Ganpat Andhalkar    | Indie             |
| 13      | Cerendonojn Sandżaa | Mongolia          |

## Wyniki

### Pierwsza runda[2]
| Zwycięzca          | Punkty karne | Wynik     | Przegrany           | Punkty karne |
| ------------------ | ------------ | --------- | ------------------- | ------------ |
| Hamit Kaplan       | 1            | Na punkty | Arne Robertsson     | 3            |
| Larry Kristoff     | 1            | Na punkty | Wilfried Dietrich   | 3            |
| Aleksandr Iwanicki | 0            | Łopatki   | Cerendonojn Sandżaa | 4            |
| Lutwi Achmedow     | 1            | Na punkty | János Reznák        | 3            |
| Bohumil Kubát      | 2            | Remis     | Ștefan Stîngu       | 2            |
| Ganpat Andhalkar   | 1            | Na punkty | Denis McNamara      | 3            |
| Masa Saito         | 0            | Bez walki |                     |              |

### Druga runda[3]
| Zwycięzca          | Punkty karne | Wynik     | Przegrany           | Punkty karne |
| ------------------ | ------------ | --------- | ------------------- | ------------ |
| Masa Saito         | 2            | Remis     | Arne Robertsson     | 5            |
| Hamit Kaplan       | 3            | Remis     | Wilfried Dietrich   | 5            |
| Aleksandr Iwanicki | 1            | Na punkty | Larry Kristoff      | 4            |
| János Reznák       | 3            | Łopatki   | Cerendonojn Sandżaa | 8            |
| Lutwi Achmedow     | 2            | Na punkty | Bohumil Kubát       | 5            |
| Ștefan Stîngu      | 2            | Łopatki   | Ganpat Andhalkar    | 5            |
| Denis McNamara     | 3            | Bez walki |                     |              |

### Trzecia runda[4]
| Zwycięzca          | Punkty karne | Wynik     | Przegrany        | Punkty karne |
| ------------------ | ------------ | --------- | ---------------- | ------------ |
| Denis McNamara     | 3            | Łopatki   | Masa Saito       | 6            |
| Wilfried Dietrich  | 6            | Na punkty | Arne Robertsson  | 8            |
| Hamit Kaplan       | 5            | Remis     | Larry Kristoff   | 6            |
| Aleksandr Iwanicki | 1            | Łopatki   | János Reznák     | 7            |
| Lutwi Achmedow     | 3            | Na punkty | Ștefan Stîngu    | 5            |
| Bohumil Kubát      | 5            | Łopatki   | Ganpat Andhalkar | 9            |

### Czwarta runda[5]
| Zwycięzca          | Punkty karne | Wynik     | Przegrany      | Punkty karne |
| ------------------ | ------------ | --------- | -------------- | ------------ |
| Lutwi Achmedow     | 3            | Łopatki   | Denis McNamara | 7            |
| Hamit Kaplan       | 7            | Remis     | Bohumil Kubát  | 7            |
| Aleksandr Iwanicki | 2            | Na punkty | Ștefan Stîngu  | 8            |

### Runda finałowa[6]
| Zwycięzca          | Wynik                       | Przegrany      |
| ------------------ | --------------------------- | -------------- |
| Bohumil Kubát      | Wycofał się w trakcie walki | Denis McNamara |
| Hamit Kaplan       | Łopatki                     | Denis McNamara |
| Aleksandr Iwanicki | Remis                       | Lutwi Achmedow |